# East India Company (jeu vidéo)
Ne doit pas être confondu avec Compagnie britannique des Indes orientales.
East India Company est un jeu vidéo de stratégie en temps réel et de gestion développé par Nitro Games et édité par Paradox Interactive sorti en 2009 sur Windows.

## Trame

### Compagnies
Dans East India Company, le joueur incarne le Gouverneur-Directeur d'une des 8 grandes Compagnies des Indes, censées exister au moment de leurs apogées, au milieu du XVIIIe siècle : la Compagnie française des Indes orientales siégeant à Marseille, la Compagnie anglaise des Indes orientales siégeant à Londres, la Compagnie hollandaise des Indes orientales siégeant à Amsterdam, la Compagnie suédoise des Indes orientales siégeant à Göteborg, la Compagnie danoise des Indes orientales siégeant à Copenhague, la Compagnie espagnole des Indes orientales siégeant à Barcelone, la Compagnie portugaise des Indes orientales siégeant à Lisbonne, et enfin la Compagnie allemande des Indes orientales siégeant à Hambourg.

## Système de jeu
Dans East India Company, le joueur doit construire l'empire commercial le plus puissant de monde, tout en le protégeant de ses adversaires qui n'hésiteront pas à l'affronter dans de féroces batailles. L'empire colonial que gouverne le joueur à partir de l'Europe est la fierté de sa Compagnie.
En commençant modestement, le joueur construit une flotte, établit des connexions avec de loin pays et tient les nations rivales à distance. Il a le choix dans une large matrice de classes de navires, incluant différents modes de vaisseaux de transport et militaires. Il peut aussi choisir d'allouer ses navires pour des trajets commerciaux spécifiques.
Situés dans des zones de contrôle et de développement, les ports sont la base des affrontements entre les différentes factions. Ces ports sont indiqués sur une carte représentant l'Europe, l'Afrique et une partie de l'Asie. On y dénombre 43 ports, dont les 8 ports d'attaches, les villes où se situent le siège de chaque Compagnie. De plus certains ports sont regroupés en 9 zones, chacune disposant d'un produit commercial principal, qui sont : l'ivoire, l'or, le diamant, la fourrure exotique, le café, les épices, le thé, la soie et la porcelaine. Les autres ports servent principalement au ravitaillement des flottes.

## Accueil
| East India Company    |      |       |
| Média                 | Pays | Notes |
| GameSpot              | US   | 65 %  |
| IGN                   | US   | 77 %  |
| Jeuxvideo.com         | FR   | 14/20 |
| Compilations de notes |      |       |
| Metacritic            | US   | 67 %  |